# IV symfonia (Lutosławski)
IV Symfonia – ostatnia symfonia Witolda Lutosławskiego, pisana od 1988 do 22 sierpnia 1992 roku, którą po raz pierwszy wykonano 5 lutego 1993 roku. 

## Historia
Kompozycja została zamówiona przez Orkiestrę Filharmonii Los Angeles. Lutosławski rozpoczął pracę nad przyszłą IV Symfonią po zakończeniu pisania Koncertu fortepianowego. Większą część kompozycji naszkicował pomiędzy 1988 a 1990 rokiem – przed napisaniem Chantefleurs et Chantefables. Na rękopisie symfonii została naniesiona data ukończenia utworu: 22 sierpnia 1992 roku. 
5 lutego 1993 roku Orkiestra Filharmonii Los Angeles dokonała prawykonania symfonii w swojej macierzystej sali koncertowej w Los Angeles pod batutą kompozytora. 6 i 7 lutego nastąpiły kolejne dwa wykonania symfonii. Jest to ostatnie dzieło Lutosławskiego, które miało prapremierę za jego życia. Kompozytor dyrygował również 27 sierpnia 1993 roku wykonaniem IV Symfonii z Orkiestrą Symfoniczną BBC w Royal Albert Hall w Londynie w cyklu Koncertów Promenadowych – wydarzenie było zapowiadane jako europejskie prawykonanie dzieła.
21 stycznia 1994 roku Charles Bodman Rae odebrał w imieniu kompozytora nagrodę Classical Music Award w Royal Albert Hall; symfonia została uznana za najlepszą kompozycję 1993 roku.

## Budowa
Kompozytor ograniczył w swej ostatniej symfonii stosowanie procedur aleatorycznych. Symfonia ma budowę dwuczęściową, granica pomiędzy częściami jest zaznaczona zmianą tempa na szybsze, następuje także zmiana metrum na 9/8.
Utwór otwiera sekwencja posępnych akordów wykonywanych przez sekcję smyczkową con sordino, z nich przebija ekspresyjna melodia grana przez klarnet solo.
Załamanie wstępnego napięcia następuje, gdy ustaje regularna pulsacja rytmiczna i pojawia się pierwszy blok ad libitum, po nim przychodzi „drugi początek”, budowane w nim napięcie uchodzi w kolejnym bloku ad libitum; bardziej złożony „trzeci początek” przechodzi w orkiestralne tutti, którego kulminację stanowi linia melodyczna smyczków grana unisono. Rozwój tej części przerywają powtarzające się akordy rogów, do których dołącza pozostała sekcja dęta i smyczki, potem następuje ostatni blok ad libitum w pierwszej części.
Początek drugiej części ma przejściowy charakter, choć jest nośnikiem wyraźnego tematu. Narastająca energia zostaje przerwana blokiem ad libitum, w nim pojawia się fragment zbliżony do fanfary, który grają trzy trąbki, po nim wkracza solowa gra fortepianu na tle biegników granych przez puzony i fagoty. Fortepian gra odrobinę uroczyście brzmiące akordy fortissimo.
Po grze fortepianu następuje cantando sekcji smyczkowej z liryczną frazą fletową. Tempo zwalnia do lento, pojawia się krótkie interludium grane przez klarnety, które z fagotami przetwarzają frazę graną przez flet. Kotły przejmują wzór rytmiczny motywu klarnetu. Następuje bardziej intymna faza symfonii. Następuje zdwajanie oktawowe pasm harmonicznych, a wraz z nim zwiększa się liczba grających instrumentów. Nakładające się wzory harmoniczne tworzą migotliwą fakturę, przywołującą skojarzenia z puentylizmem. Powraca fraza trąbki z części pierwszej, dołączają do niej puzony – polifoniczna faktura tego połączenia została osiągnięta za pomocą kontrapunktu aleatorycznego. Po nich wkracza sekcja smyczkowa z akordem zespolonym, który powtarzany zamyka tę część kompozycji. Następuje cantando w trzech etapach z otwierającym tę część rozbudowanym tematem. Cantando grane jest przez smyczki z towarzyszeniem sekcji dętej, fletów, obojów, instrumentów perkusyjnych i harfy. Faktura została zbudowana za pomocą trzyelementowego kontrapunktu rytmicznego, charakterystycznego dla muzyki Johanna Sebastiana Bacha. Cantando kończy się tak, jak się rozpoczęło, tj. granym przez smyczki unisonem. Pierwszy temat smyczków podsumowuje gęste tutti, po czym znów dochodzi do gry unisono smyczków. Kulminację utworu stanowi fortissimo grane przez całą orkiestrę oparte na dziesięciodźwiękowym akordzie, który po narastaniu zostaje przerwany, a pozostaje jedynie czterodźwięk grany pianissimo. Po rozładowaniu kulminacji dominują partie solowe skrzypiec, których brzmienie zdaje się przekazywać bardziej uczucie ozczarowania aniżeli spełnienia.
Utwór kończy się szybką, energetyczną kodą. Nabiera rozpędu pizzicato wiolonczel, po czym orkiestra gra głośne tutti, w którym powtarza staccato dwunastodźwiękowy akord pełniący funkcję kadencji; zakończenie symfonii to ekspozycja tego samego dźwięku, który ją otwierał, tj. e.

## Wykonanie
Przeciętny czas wykonania utworu to około 22 minuty, jest to najkrótsza symfonia Lutosławskiego.

### Orkiestracja
Trzy flety (trzeci – piccolo), 3 oboje (trzeci – rożek angielski), 3 klarnety (drugi – Es-dur, trzeci – basowy), 3 fagoty (trzeci – kontrafagot), 4 rogi, 3 trąbki, 3 puzony, tuba, kotły, instrumenty perkusyjne (bęben basowy, bęben tenorowy, bongosy, dzwony rurowe, dzwonki, ksylofon, marimba, talerze wiszące, tam-tam, tom-tom, werbel, wibrafon), 2 harfy, fortepian, czelesta, instrumenty smyczkowe.

### Nagrania płytowe
- Symphonies 3 & 4, Les Espaces du Sommeil, Orkiestra Filharmonii Los Angeles(inne języki), dyr. Esa-Pekka Salonen (Sony Classical, 1994)[20]
- Symphony No. 4 / Violin Partita / Chain II / Funeral Music, Narodowa Orkiestra Symfoniczna Polskiego Radia w Katowicach, dyr. Antoni Wit (Naxos 1996)[21]
- Symphonies 2 & 4, Deutsche Radio Philharmonie Saarbrücken Kaiserslautern(inne języki), dyr.  Arnold Whittall(inne języki) (cpo 1997)[22]
- Symphonies Nos 1 & 4; Jeux vénitiens, Orkiestra Symfoniczna Radia Fińskiego(inne języki), dyr. Hannu Lintu(inne języki) (Ondine(inne języki) 1998)[23]
- Symphonies Nos 3 & 4, Partita, Orkiestra Filharmonii Śląskiej, dyr. Mirosław Jacek Błaszczyk (Dux)[24]
- Szymanowski Lutosławski, Narodowa Orkiestra Symfoniczna Polskiego Radia w Katowicach, dyr. Alexander Liebreich(inne języki) (Accentus Music 2019)[25]